# Krenosmittia ignota
Krenosmittia ignota är en tvåvingeart som beskrevs av Lehmann 1981. Krenosmittia ignota ingår i släktet Krenosmittia och familjen fjädermyggor.
Artens utbredningsområde är Kongo. Inga underarter finns listade i Catalogue of Life.